# مايكل لافلين
مايكل لافلين (بالإنجليزية: Michael Laughlin)‏ (و. 1938  م) هو منتج أفلام، ومخرج أفلام، وكاتب سيناريو أمريكي، ولد في الولايات المتحدة.

## وصلات خارجية
- مايكل لافلين على موقع IMDb (الإنجليزية)
- مايكل لافلين على موقع ألو سيني (الفرنسية)
- مايكل لافلين على موقع أول موفي (الإنجليزية)
- مايكل لافلين على موقع قاعدة بيانات الأفلام السويدية (السويدية)
- مايكل لافلين على موقع قاعدة بيانات الفيلم (الإنجليزية)
- مايكل لافلين على موقع كينوبويسك (الروسية)